# فرانك فرنانديز
فرانك فرنانديز (بالإسبانية: Frank Fernández)‏ (26 فبراير 1992 سانتياغو تشيلي - ) هو لاعب كرة قدم تشيلي يلعب كمهاجم.

## وصلات خارجية
- فرانك فرنانديز على موقع قاعدة بيانات كرة القدم.إي يو (الإنجليزية)
- فرانك فرنانديز على موقع Soccerway.com (الإنجليزية)
- فرانك فرنانديز على موقع AS.com (الإسبانية)